# Marcel Sabitzer
Marcel Sabitzer (født 17. marts 1994) er en østrigsk professionel fodboldspiller, som spiller for Bundesliga-klubben Borussia Dortmund og Østrigs landshold.

## Baggrund
Han er søn af den tidligere professionelle fodboldspiller Herfried Sabitzer.

## Klubkarriere

### Admira Wacker
Sabitzer gjorde sin professionelle debut i 2010 med Admira Wacker. Han var del af holdet da de vandt 2. Liga, den næstbedste række i Østrig, i 2010-11 sæsonen.

### Rapid Wien
Sabitzer skiftede i januar 2013 til Rapid Wien.

### RB Leipzig

#### Lån til Red Bull Salzburg
Sabitzer skiftede i RB Leipzig i maj 2014, og blev med det samme udlånt til Red Bull Salzburg for 2014-15 sæsonen. I sit år hos Salzburg var Sabitzer med til at vinde den østrigske Bundesliga og den østrigske pokaltunering.

#### Leipzig karriere
Sabitzer returnede til Leipzig fra lejeaftalen i 2015, og blev fra 2015-16 sæsonen og frem en vigtig del af deres mandskab. Han blev i 2017 kåret som årets fodboldspiller i Østrig.
Hans bedste sæson for Leipzig kom dog i 2019-20, hvor at han kom på både sportsmagasinet Kickers, og det officielle, årets hold i Bundesligaen. Han kom også på årets hold i Champions League i samme sæson.
Sabitzer blev i august 2020 gjort til holdets nye anfører hvor han overtog fra Willi Orbán.

### Bayern München
Sabitzer skiftede i august 2021 til Bayern München.

#### Leje til Manchester United
Sabitzer skiftede i januar 2023 til Manchester United på en lejeaftale for resten af sæsonen.

### Borussia Dortmund
Sabitzer skiftede i juli 2023 til Borussia Dortmund på en fast aftale.

## Landsholdskarriere

### Ungdomslandshold
Sabitzer har repræsenteret Østrig på flere ungdomsniveauer.

### Seniorlandshold
Sabitzer debuterede for Østrigs seniorlandshold den 5. juni 2012. Han var del af Østrigs trupper til flere internationale tuneringer.

## Titler
Admira Wacker
- 2. Liga: 1 (2010-11)

Red Bull Salzburg
- Østrigske Bundesliga: 1 (2014-15)
- ÖFB-Cup: 1 (2014-15)

Bayern München
- Bundesliga: 1 (2021-22)
- DFL-Supercup: 1 (2022)

Manchester United
- EFL Cup: 1 (2022-23)

### Individuelle
- Årets Spiller i Østrig: 1 (2017)
- Årets Hold i Bundesliga: 1 (2019-20)
- Kickers Årets Hold i Bundesliga: 1 (2019-20)
- Årets Hold i Champions League: 1 (2019-20)